# Banks (Alabama)
Banks é uma cidade  localizada no estado americano do Alabama, no Condado de Pike.

## Demografia
Segundo o censo americano de 2000, a sua população era de 224 habitantes. 
Em 2006, foi estimada uma população de 223, um decréscimo de 1 (-0.4%).

## Geografia
De acordo com o United States Census Bureau, a localidade tem uma área de 5,2 km², sem área coberta por água. Banks localiza-se a aproximadamente 167 m acima do nível do mar.

## Localidades na vizinhança
O diagrama seguinte representa as localidades num raio de 32 km ao redor de Banks. 